# Gunung Jajat
Gunung Jajat är ett berg i Indonesien.   Det ligger i provinsen Aceh, i den västra delen av landet, 1 600 km nordväst om huvudstaden Jakarta. Toppen på Gunung Jajat är 1 047 meter över havet, eller 117 meter över den omgivande terrängen. Bredden vid basen är 0,76 km.
Terrängen runt Gunung Jajat är kuperad åt nordväst, men åt sydost är den bergig. Terrängen runt Gunung Jajat sluttar västerut. Runt Gunung Jajat är det mycket glesbefolkat, med 2 invånare per kvadratkilometer. I omgivningarna runt Gunung Jajat växer i huvudsak städsegrön lövskog.